# Doménico Chiappe
Doménico Chiappe (Lima, Perú, 1970) es un escritor y periodista peruano y venezolano.  
Escritor, creador multimedia, periodista y músico. Nace en Perú en 1970 y se cría en Venezuela desde 1974, donde estudia oceanografía (Isla de Margarita) y periodismo (Caracas). Emigra a España en 2002. Es padre de dos hijos, Oriana y Samuel.

## Estudios
En 1987 estudia Oceanografía en el Instituto Universitario de Tecnología Marina de la Isla de Margarita, Venezuela, donde realiza una tesis sobre el canibalismo del camarón de río Machrobrachium rosenbergii, en estado larval y la reducción de mortalidad en ambientes controlados de acuicultura, y realiza pasantías en la costa oriental del Lago de Maracaibo (donde ambienta su novela multimedia Tierra de extracción). Se titula como buzo por la Confederación Mundial de Actividades Subacuáticas (CMAS).
En 1992, regresa a Caracas, donde trabaja en medios impresos de comunicación, al tiempo que cursa Comunicación Social en la Universidad Católica Andrés Bello. En 2002 emigra a España, donde se dedica un par de años a la literatura en exclusiva. También investiga cómo las técnicas de la narrativa de ficción pueden aplicarse a los reportajes y las crónicas, unas reflexiones que publica en su ensayo en "Tan real como la ficción. Herramientas narrativas en periodismo" (Laertes, 2010). De este libro, la crítica ha dicho: "Estamos ante una obra que bien pudiera ser un manual para cualquier aficionado a la escritura. El texto da muchas claves, pero la fórmula mágica para escribir un texto ha de ser personal. Es la honestidad del autor al enfrentarse con el papel vacío la que prevalece, el proceso de desnudar su alma ante el lector el que le hará elegir si un texto le resulta interesante o no. Chiappe consigue interesar con su texto porque ha desnudado sus conocimientos y los ha puesto al servicio del lector. Quien esté interesado en el proceso creativo, encontrará el texto fundamental para enfrentarse al vértigo de la creación con mayúsculas" (‘Todoliteratura’).
Ya en España, realiza un doctorado en Humanidades en la Universidad Carlos III de Madrid, que finaliza en 2015 con la tesis 'Forma y fondo de la narrativa multimedia', dirigida por el catedrático Antonio Rodríguez de las Heras, y calificada sobresaliente cum laude por un jurado presidido por Roger Chartier. En esta investigación aborda la influencia de las tecnologías en la forma de narrar, los cruces entre lo textual y otros lenguajes, la relación entre creadores y lectores y la forma de la textualidad electrónica. Este trabajo se resume en el ensayo 'La visión multimedia'. Durante varios años estuvo adscrito como investigador al Instituto de Cultura y Tecnología de la Universidad Carlos III.

## Literatura multimedia
En el año 2000 finaliza la primera versión de “Tierra de extracción, novela multimedia”, un concepto que él mismo acuña para definir las obras literarias concebidas para la pantalla con mezcla de lenguajes artísticos como música, fotografía y plástica. Desde 1996 trabajaba en el diseño, programación, producción musical --con distintos colaboradores-- y comisariado de obras de esta obra polifónica que acontece alrededor del Lago de Maracaibo, donde se explotó el primer pozo petrolero de la era comercial. El estilo narrativo es fragmentado, conciso y experimental. Compuso la música con esas mismas características, que produjo Ojo Fatuo (el músico y dj Raúl Alemán) y arreglaron varias bandas de la escena caraqueña de los noventa.
En formato CD-Rom, “Tierra de extracción” se presenta en “Los desafíos de la escritura multimedia: lenguaje, interfaz e itinerarios de lectura”, coordinado por la directora del Centro de Investigación de la Comunicación de la Universidad Andrés Bello, Caroline de Oteyza. Durante cuatro sesiones semanales varios académicos y expertos analizan esta ficción literaria y multimedia y el futuro de la literatura. Se edita un libro con estas ponencias, bajo el mismo título.
En el ámbito de la creación digital, Tierra de extracción tiene una segunda versión, presentada en 2007, donde el autor actualiza la obra cuando ya era investigador doctorando de la Universidad Carlos III de Madrid. Este multimedia ha sido seleccionada para la antología ELC2 de ciberliteratura de Electronic Literature Organization (ELO), como una de los mejores trabajos relacionados con la literatura.
En 2010 presenta “Basta con abrir las puertas de un hotel”, una obra literaria multimedia con una interfaz de videojuego, cuyo QR se incluye en la antología de papel “Hijos de Mary Sheeley’. La obra, reprogramada, se transforma en 2013 en “Hotel Minotauro”.
Consideradas obras pioneras de narrativa multimedia "Tierra de extracción" y "Hotel Minotauro" se han expuesto en espacios como Arts Santa Mònica, University of California-Berkeley y el Museo de Arte Contemporáneo de Caracas y han sido incluidas en directorios de Hermeneia y Ciberia. Hoy, la obsolescencia del programa Flash impide su acceso desde internet y son obras que sólo pueden ejecutarse desde ordenadores preparados con antelación. La navegación de algunos usuarios que grabaron su recorrido puede encontrarse también en vídeo en plataformas como YouTube.
Desde 2018 se dedica a la obra multimedia en progreso [www.lagranausencia.com "Abrazar el aire, apretar los dientes"], en memoria de su hija Oriana, y que se actualiza cada 25 de abril. Sobre esta creación de poesía y jazz, el autor explica:
"En «Abrazar el aire, apretar los dientes» pido al público que se sumerja en esa neblina del derrumbamiento a través de la ‘lectura’ del código de las llamadas y mensajes de texto que se produjo desde el momento exacto de la caída del segundo rascacielos del World Trade Center. Un registro crudo y real que he intervenido, reescrito y repletado de símbolos que sólo tienen un significado profundo en mi propia historia y que sustituye frases, nombres, números de aquellos que sintieron ese dolor y esa desesperación por la pérdida de vidas amadas antes de completar su ciclo vital, sin que pudieran evitarlo. Gritos semejantes ante el desamparo, ante la devastación que avanza en la fragilidad de la vida".

## Vida laboral y periodismo
En sus inicios periodísticos se dedica a temas ecológicos y crónicas de viajes para revistas como “Escape” y “Estampas”, hasta que participa en la fundación de la revista “Primicia”, donde destaca en la investigación de asuntos sociales, económicos y políticos. Trabaja en el suplemento dominical “Siete días” del diario “El Nacional”, que abandona en 1999 para cofundar el diario “TalCual”, dirigido por Teodoro Petkoff, donde es responsable de la sección de Economía. Desde esas páginas destapa los primeros escándalos del régimen de Hugo Chávez, como el caso Cavendes y el Plan Bolívar 2000.
Desde Madrid colabora con diversos medios de comunicación, como el suplemento cultural «Verbigracia» del diario “El Universal”; las revistas “El Estado Mental”, ‘Letralia’ y “Letras Libres” y la agencia Colpisa, para la que cubre los funerales de Chávez y la campaña presidencial de Nicolás Maduro como enviado especial a Venezuela, en 2013. 
Con la selección y reescritura de artículos publicados desde 1992 hasta 2013, incluyendo los que aparecieron en los diarios regionales de Vocento, edita el libro de crónicas “Cédula de identidad” (La Colmena, 2013), actualizada para la versión española bajo el título “Largo viaje inmóvil” (Círculo de Tiza, 2016). Sobre este libro Chiappe ha dicho, en una entrevista en 'El Cultural', que: «'Largo viaje inmóvil' parte de la escritura de toda una vida, pero se desata como libro cuando en 2013 viajó a Venezuela para cubrir los funerales de Hugo Chávez por encargo de la agencia Colpisa. Más allá de hacer una cobertura oficial, quise averiguar, a través de las personas de a pie, cuál era el legado que dejaba Chávez. Para contar eso también necesitaba crear un contexto, y lo encontré en mis años de reporterismo a partir de los 90". 
A la par que estudia el doctorado en la UCIII, durante casi una década trabajó como coordinador editorial de la empresa cultural La Fábrica, especializándose en fotografía, tanto artística como de fotorreportaje. Fue coordinador de libros de autores como W. Eugene Smith, Chema Madoz, Isabel Muñoz, Marina Abramovic, Ai Weiwei, Joan Fontcuberta, Alberto García-Alix, Luis González Palma, entre otros muchos españoles e internacionales. También estuvo a cargo de volúmenes como el 'Diccionario de fotógrafos españoles' y las colecciones 'Obras Maestras' y 'Photobolsillo'. Esta experiencia le ayudó a indagar teóricamente en el lenguaje fotográfico y sus perspectivas, comparándolas con los discursos textuales. Actualmente forma parte del plantel de profesores del máster de fotografía de la Escuela de Fotografía y Técnicas de la Imagen de Madrid, Efti.
En 2017 publica el libro “Contra la desolación“, en el que narra la valentía, la madurez y el amor con que su hija afronta la dureza del ataque de un cáncer de hueso a los 11 años. De este libro, la crítica ha escrito: "Contra la desolación es, en realidad, un relato escrito desde dentro de una pecera. La pecera en la que Chiappe habita desde que llega la enfermedad, una especie de receptáculo de paredes transparentes que parece integrado en la vida -la realidad está ahí, al alcance, la escucha, tiene incluso una abertura en lo alto-, pero que le impide participar de ella. Desde su posición es un atento observador de la alegría ajena, de las tardes en el parque, de los niños que van al colegio, pero está aislado por un fino cristal que hace a ese cautiverio más cruel si cabe". ABC Cultural
Actualmente trabaja como periodista en la agencia Colpisa, a cuya redacción pertenece desde 2018. Para los diarios regionales del grupo español Vocento escribe principalmente sobre temas relacionados con las violencias y la ciencia, tanto para la sección de Sociedad como para el suplemento de investigación "Domingo").
Mantiene un espacio digital independiente dedicado al periodismo y la creación multimedia, donde publica obras, crónicas y artículos en Me permito disentir.

## Narrativa
Ha publicado la novela "Tiempo de encierro" (Lengua de Trapo, 2013),  que comienza cuando la protagonista confirma su embarazo al mismo tiempo que recibe una orden de desahucio, «una mujer que se convierte en hogar cuando empieza a perder el suyo». En una entrevista ha dicho que «escribir este libro fue como golpear a un gigante en el hígado» Voz Populi
También publica la novela breve "Entrevista a Mailer Daemon" (La Fábrica, 2007) y los libros de cuentos "Párrafos sueltos" (Universidad Complutense, 2003) y "Los muros" (Albatros, 2011, ed. bilingüe).
Otros cuentos se encuentran en antologías, como 'Primo Arturo', y revistas como Words Without Borders
Una muestra de su larga serie de microcuentos, “Oficios”, publicados por primera vez en la revista “Eñe” (2005), puede leerse también en línea

## Música
En los noventa compuso la música de "Tierra de Extracción" y unos años después la de "Hotel Minotauro". 
Actualmente, bajo el heterónimo DOM K es guitarrista aficionado de jazz, instrumento en el que sumerge, como forma de expresión, tras la muerte de su hija. En su memoria crea el proyecto 'Requiem for Bella', con temas compuestos por él y arreglados por el pianista Fidel Cordero. Los nuevos temas se presentan en abril de cada año y son editados en plataformas como Bandcamp.